# Pecan Plantation
Pecan Plantation is een plaats (census-designated place) in de Amerikaanse staat Texas, en valt bestuurlijk gezien onder Hood County.

## Demografie
Bij de volkstelling in 2000 werd het aantal inwoners vastgesteld op 3544.

## Geografie
Volgens het United States Census Bureau beslaat de plaats een oppervlakte van
18,5 km², waarvan 18,1 km² land en 0,4 km² water.

## Plaatsen in de nabije omgeving
De onderstaande figuur toont nabijgelegen plaatsen in een straal van 28 km rond Pecan Plantation.